# Flaga Taoyuanu
Flaga Taoyuanu to prostokątny biały płat tkaniny, na którym widoczny jest herb miasta: dwa splecione serca, w nich zapisana w języku chińskim nazwa miasta.